# Австрийска цивилна служба в чужбина
Австрйската цивилна служба в чужбина е алтернатива на гражданската служба. Може да бъде отслужена в 3 области: възпоменателна, социална или миротворителна.
Министерството на вътрешните работи признава отслужената служба в асоциацията като еквивалент на задължителната в Австрия цивилна служба.
Концепцията за гражданска служба в чужбина е все още сравнително нова за австрийската законодателна система. Според закона австрийската цивилна служба е суверенна служба, извършена на територията на държавата. Вследствие на това международната цивилна служба в чужбина не е официално призната за форма на цивилната служба. Отслужващият подобна дейност е освободен от цивилния си дълг само след пълно завършване на дейността си.
Инсбрукският политолог Андреас Майслингер взима идеята от акцията Миротворна служба Зюнецайхен.
На 1 септември 1992 г. за пръв път е станало възможно австрийски цивилнослужещ да изпълни такъв род възпоменателна служба в музея в Аусшвиц-Биркенау. През 1992 г. е създадено дружество за служби в чужбина, което е преименувано на Австрийска служба в чужбина (Austrian service abroad) през 2006 г.
Седалището на това сдружение в Инсбрук. То е наименувано на Якоб Хутер – „Хутервег“. Във всеки бундесланд в Австрия се провежда събрание 1 път месечно. Във Виена например събранието се организира ежемесечно във ВУК.

## Видове
Може да бъде отслужена в 3 области: възпоменателна, социална или миротворителна:
- Австрийска поменателна служба
- Австрийска социална служба
- Австрийска миротворителна служба

## Австрийска възпоменателна служба
Този род служба се занимава с жертвите на националсоциализма. Служещите работят в мемориални – холокост местности, като музеи и изследователско-проучвателни направления. Например „Симон Вийзентал“ или „Яд Вашем“.

## Австрийска социална служба
Този род служба се изпълнява в рамките на проекти за икономи ческито и социалното развитие на съответните страни. Служещите работят например с бездомните деца или по проекти за подобряване качеството на питейната вода в неразвитите страни.

## Австрийска миротворителна служба
Миротворците в този вид служба се занимават по проекти в рамките на постигане и опазване на мира, които са във връзка с оръжейни конфликти. Служещите работят в например недържавни организации в Израел, където се организират общи инициативи на взаимо-конфликтни партии.

## Местоположения на цивилни служби в чужбина
Argentina
- Buenos Aires – Center for homeless children and adolescents

 Australia
- Melbourne – Jewish Holocaust Museum and Research Centre

 Belarus
- Minsk – Belarusian Children's Hospice
- Minsk – Dietski Dom No. 6 (Children's Home No. 6)
- Minsk – Kindergarten for Children with Special Needs

 Bosnia and Herzegovina
- Sarajevo – Phoenix Initiative

 Brazil
- Alagoinhas – Associacao Lar Sao Benedito
- Lauro de Freitas – Community Centre Christ Liberator
- Рио де Жанейро – Center for Justice and International Law (CEJIL)

 Bulgaria
- Sofia – Schalom – Organization of the Jews in Bulgaria

 Canada
- Montreal – Holocaust Memorial Centre
- Montreal – Kleinmann Family Foundation

 Chile
- Santiago – CTD Galvarino – Sename (planed)

 China
- Harbin – Harbin Jewish Research Center (planned)
- Nanjing (planed)
- Qiqihar – China SOS Children's Village Association
- Shanghai – Center of Jewish Studies

 Costa Rica
- La Gamba – Tropical Field Station La Gamba Архив на оригинала от 2007-07-30 в Wayback Machine.

 Czech Republic
- Prague – Federation of Jewish Communities

 France
- Oradour – Centre de la Mémoire d´Oradour
- Paris – La Fondation pour la Mémoire de la Déportation

 Gabon
- Lambaréné – Medical Research Unit, Albert Schweitzer Hospital

 Germany
- Berlin – Jewish Museum Berlin
- Cölbe – Terra Tech Архив на оригинала от 2006-06-18 в Wayback Machine.
- Moringen – Concentration Camp Memorial at Torhaus Moringen Архив на оригинала от 2007-08-04 в Wayback Machine.

 Guatemala
- Santa Rosita – ASOL Casa Hogar

 Hungary
- Budapest – European Roma Rights Center

 India
- Auroville – Auroville Action Group (AVAG)
- Dharamsala – Nishtha Rural Health, Education and Environment Centre Архив на оригинала от 2010-08-18 в Wayback Machine.
- Dharamsala – Tibetan Children´s Village Архив на оригинала от 2006-12-05 в Wayback Machine.:* Dharmshala – Tibetan Welfare Office
- Kochi – Mata Amritanandamayi Mission Архив на оригинала от 2010-10-18 в Wayback Machine.

 Israel
- Jerusalem – St. Vincent-Ein Kerem
- Jerusalem – The Alternative Information Centre
- Jerusalem – Yad Vashem

 Italy
- Como – Istituto di Storia Contemporanea „Pier Amato Perretta“ (ISC)
- Milan – Centro Di Documentazione Ebraica Contemporanea
- Prato – Museo della Deportazione Архив на оригинала от 2020-07-06 в Wayback Machine.

 Japan
- Hiroshima – Peace Culture Foundation

 Nicaragua
- Granada – Casa de los Tres Mundos

 The Netherlands
- Amsterdam – UNITED for Intercultural Action

 Pakistan
- Lahore – SOS SOS Children's Village Association
- Lahore – proLoka Pakistan

 Peru
- Lima – The information and education centre for the prevention of drug abuse (CEDRO)

 Poland
- Kraków – Center for Jewish Culture
- Kraków – PAH Polska Akcja Humanitarna
- Oswiecim – Auschwitz Jewish Center

 Uganda
- Fort Portal – Mountains of the Moon University

 United Kingdom
- London – Royal London Society for the Blind
- London – The National Yad Vashem Charitable Trust Архив на оригинала от 2011-06-12 в Wayback Machine.
- London – Institute of Contemporary History and Wiener Library

 USA
- Detroit – Holocaust Memorial Center
- Houston – Holocaust Museum Houston
- Los Angeles – Simon Wiesenthal Center
- Los Angeles – Survivors of the Shoah Visual History Foundation
- New York – Gay Men's Health Crisis
- New York – Museum of Jewish Heritage
- Reno – Center for Holocaust, Genocide & Peace Studies Архив на оригинала от 2006-10-15 в Wayback Machine.
- Richmond – Virginia Holocaust Museum
- San Francisco – Holocaust Center of Northern California Архив на оригинала от 2009-04-11 в Wayback Machine.
- St. Petersburg – The Florida Holocaust Museum

## Финансиране
Република Австрия предоставя на разположение на всеки цивилнослужещ в чужбина определен бюджет.
За финасирането на служещите извън страната се отпуска обща сума в рамките на 10000 евро. Не за всеки заинтересован от служба в чужбина се отпускат парични средства, поради тяхната ограничена наличност.

## Служещ на годината
Австрийската цивилна служба в чужбина избира така наречения „служещ в чужбина“ на годината.
2005: Dr. Andreas Daniel Matt, SOS Детски селища, Lahore, Пакистан
2006 Martin Wallner, Center of Jewish Studies Shanghai.
2007 Daniel James Schuster, Yad Vashem, Jerusalem

## Австрийска награда по повод мемориалния холокост
От 2006 година австрийската служба в чужбина дава още награда за мемориален холокост на човек, който се занимавал специално със „Спомените за Шоа“.
- 2006: Prof. Pan Guang, Шанхай, Китай.
- 2007: Alberto Dines, Сао Пауло, Бразилия